# Mikko Innanen (football)
Mikko Innanen est un footballeur finlandais, né le 8 septembre 1982 à Tampere. Il évolue comme attaquant.

## Palmarès
- FC Haka
  - Vainqueur du Championnat de Finlande en 2000 et 2004.
  - Vainqueur de la Coupe de Finlande en 2002 et 2005.